# 盤鰭魷
盤鰭魷（学名：Discoteuthis discus）为圓鰭魷科盤鰭魷屬下的一个种。